# Збірка (музика)
Збірка (Компіляція, англ. compilation) — у музичній індустрії альбом, в який включають музичні записи на певну тему.
Прикладами компіляції є збірки хіт-парадів, музичних композицій певного стилю або епохи, збірка композицій одного виконавця різних років або альбомів. Приводами для їх появи можуть бути і знаменні дати.
Типовими прикладами компіляції є:
- збірка найкращих композицій одного виконавця або гурту («Greatest Hits», «best of», або «singles collection»). Якщо виконавець все ще випускає альбоми, загальною практикою є включення в збірку одної композиції, яка до цього не випускалася, щоб спонукати фанатів купити альбом, навіть якщо всі інші записи даного виконавця у них є.[1]
- інші збірки одного виконавця або гурту: рідкісні записи або пісні з «другої сторони платівки» (b-sides), відомі композиції різних років, альбоми, складені з радіовиступів, саундтреки до фільмів або Збіркаи з різних носіїв, записані на одному або декількох компакт-дисках. Такі компіляції призначені для шанувальників і не так популярні.[2]
- набір дисків, що охоплює всю творчість виконавця чи групи на кількох дисках або повний огляд певного жанру або звукозаписної студії.
- тематичні збірки творчості кількох виконавців, наприклад збірка пісень про кохання, новорічні пісні, пісні в супроводі певного інструменту (наприклад, саксофона або фортепіано) і багато інших.[3]
- жанрові збірки різних виконавців, наприклад: джаз, рок, блюз і т. д. Вони можуть належати до одного періоду часу або мати загальну тему. Приклад цьому — саундтрек.
- збірка хітів різних виконавців. З початку 1970-х років випуск таких збірок має великий комерційний успіх на ринку звукозапису. У збірку включаються останні супер-хіти. У 1970-х роках це були вінілові платівки з 10-12 треками, в 1980-х — альбом-двійник з 6-8 треками на кожній стороні, а в наші дні — 1-3 компакт-диска.
- рекламні збірки або семплери. Це — креативна і успішна форма просування виконавців та/або студії звукозапису. Як правило, вони поширюються безплатно або коштують дуже дешево.
- рекламні збірки приватного характеру. Такі комплікації записуються в кооперації виконавців з виробниками товарів або організаціями
- рекламні збірки для корпорацій використовуються всередині музичної індустрії для просування артистів в медіаконцернах (радіо, телебачення, кінематограф або відеоіграх)
- альбоми продюсерів. Багато продюсери музики хіп-хоп і реггетон випускають збірки кількох виконавців, продюсером кожного треку яких він є.